# María Angata
Angata, de nom complet Maria Angata Veri Tahi 'a Pengo Hare Koho (c. 1853- desembre de 1914) va ser una líder religiosa catòlica Rapanui de l'Illa de Pasqua a fins de segle xix i principis el XX. Després d'experimentar una visió profètica en la qual Déu li va ordenar que es tornés a ocupar de la terra i el bestiar, va liderar una rebel·lió fallida a l'illa contra la Companyia Williamson-Balfour, amb la intenció de crear una teocràcia centrada en el catolicisme i els valors espirituals de Rapa Nui.

## Conversió
Angata va néixer al voltant del 1853 al clan Miru. Entre 1864 i 1866, els missioners francesos de la Congregació dels Sagrats Cors es van establir a l'illa de Pasqua i van convertir a molts dels rapanui al cristianisme durant un període de greu col·lapse de la població causat per la incursió d'esclavistes peruans i la introducció de malalties europees. El 1871 Angata i el seu primer marit, Daniel Manu Heu Roroa, van viatjar a Mangareva a les illes Gambier amb el sacerdot Hippolyte Roussel. Va tenir dos fills d'aquest matrimoni. Segons els informes, el seu marit la va colpejar tan severament que la va fer quedar geperuda de manera permanent. Els seus cosins el van matar en represàlia per aquest abús. A Mangareva, ella va començar a aprendre les escriptures cristianes de memòria. El pare Roussel la va formar perquè fos catequista o mestra laica de la nova Congregació dels Sagrats Cors de Jesús i Maria.

## Retorn a l'illa de Pasqua

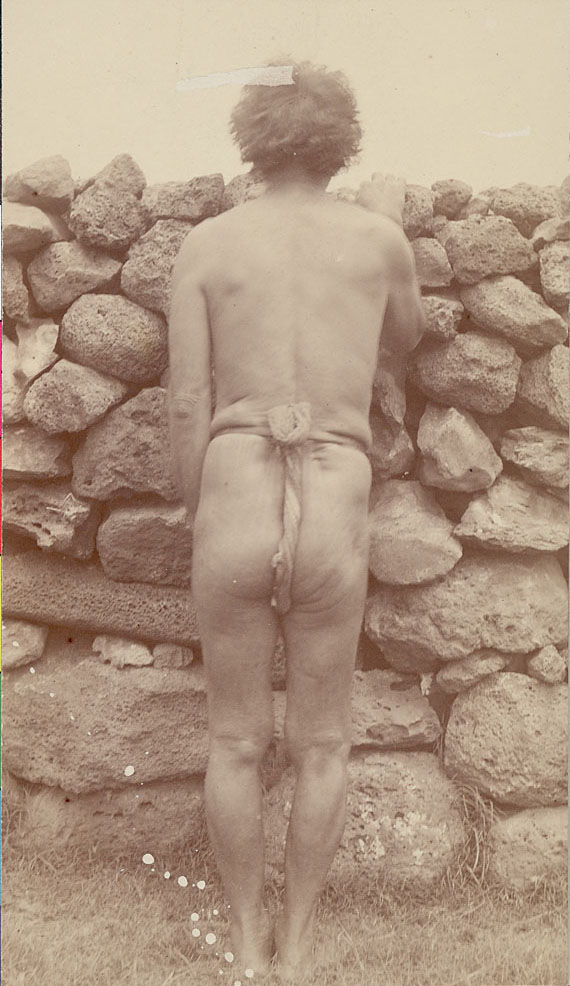
Un dels habitants de Pakomīo el desembre de 1886 a l'illa de Pasqua.

Quan Angata va tornar a l'illa de Pasqua l'octubre de 1879, va treballar com a catequista i assistent de Nicolás Pakarati i Pakomīo Mā'ori Ure Kino (c. 1816 / 1836-1908 / 1909), amb qui s'havia casat a Mangareva. Es van convertir en els principals líders espirituals de l'illa en absència d'un missioner resident. Angata i el seu segon marit van tenir sis fills junts. Els nens suposadament van heretar les característiques europees del seu pare, tot i que Angata i Pakomio afirmaven que eren descendents de sang pura de Rapa Nui. En 1892, Angata va organitzar a moltes de les dones de l'illa per donar suport al seu cosí Siméon Riro Kāinga (tots dos eren membres del clan Miru) perquè fos rei de Rapa Nui. El lloc havia quedat vacant per la mort de Atamu Tekena, que havia cedit l'illa a Xile en 1888. S'ha argumentat que va ser triat principalment per la seva bona aparença, però una gran part del seu èxit es va deure també a la forta influència d'Angata, amb la gent.
Riro, sense èxit, va intentar reclamar la sobirania indígena en absència de control xilè directe des de 1892 fins a 1896. No obstant això, Xile va reafirmar el seu reclam i l'illa va ser llogada posteriorment a Enrique Merlet i la seva empresa de cria de bestiar. Van restringir l'accés dels illencs a la majoria de les seves terres, excepte a un assentament emmurallat a Hanga Roa, i no se'ls permetia sortir sense permís. El jove rei va intentar protestar contra l'abús de la companyia, però va morir en circumstàncies sospitoses a Valparaíso.

## Rebel·lió de 1914
El gerent de Merlet va prohibir la reialesa nativa a l'illa, tot i que Angata assumiria el lideratge nominal del clan Miru i lideraria l'oposició al control de la companyia. La Companyia Williamson-Balfour més tard va prendre el control de la granja de Merlet i va continuar maltractant a la gent de Rapa Nui. El 1914, Angata va tenir una visió profètica que Merlet era mort. Va dirigir una rebel·lió infructuosa contra la companyia, afirmant que Déu volia que els illencs tornessin a prendre l'illa, matessin el bestiar de la granja i fessin un banquet. El 30 de juny de 1914, va enviar al seu gendre Daniera Maria Teave Haukena al gerent de la companyia Henry Percy Edmunds per traslladar que els nadius tenien la intenció de recuperar la terra i el bestiar de la companyia. La rebel·lió va ser aixafada el 5 d'agost quan el vaixell naval xilè Banquedano va arribar i va arrestar a quatre dels capitostos. El comandant Almanzor Hernández va declarar que els rapanui havien estat "plenament justificats en fer tot el que havien fet". Més tard va comentar que s'alegrava que no haguessin assassinat a Edmunds. Cap dels nadius va ser castigat, i tres dels líders empresonats van ser alliberats. No obstant això Daniera va ser deportat.

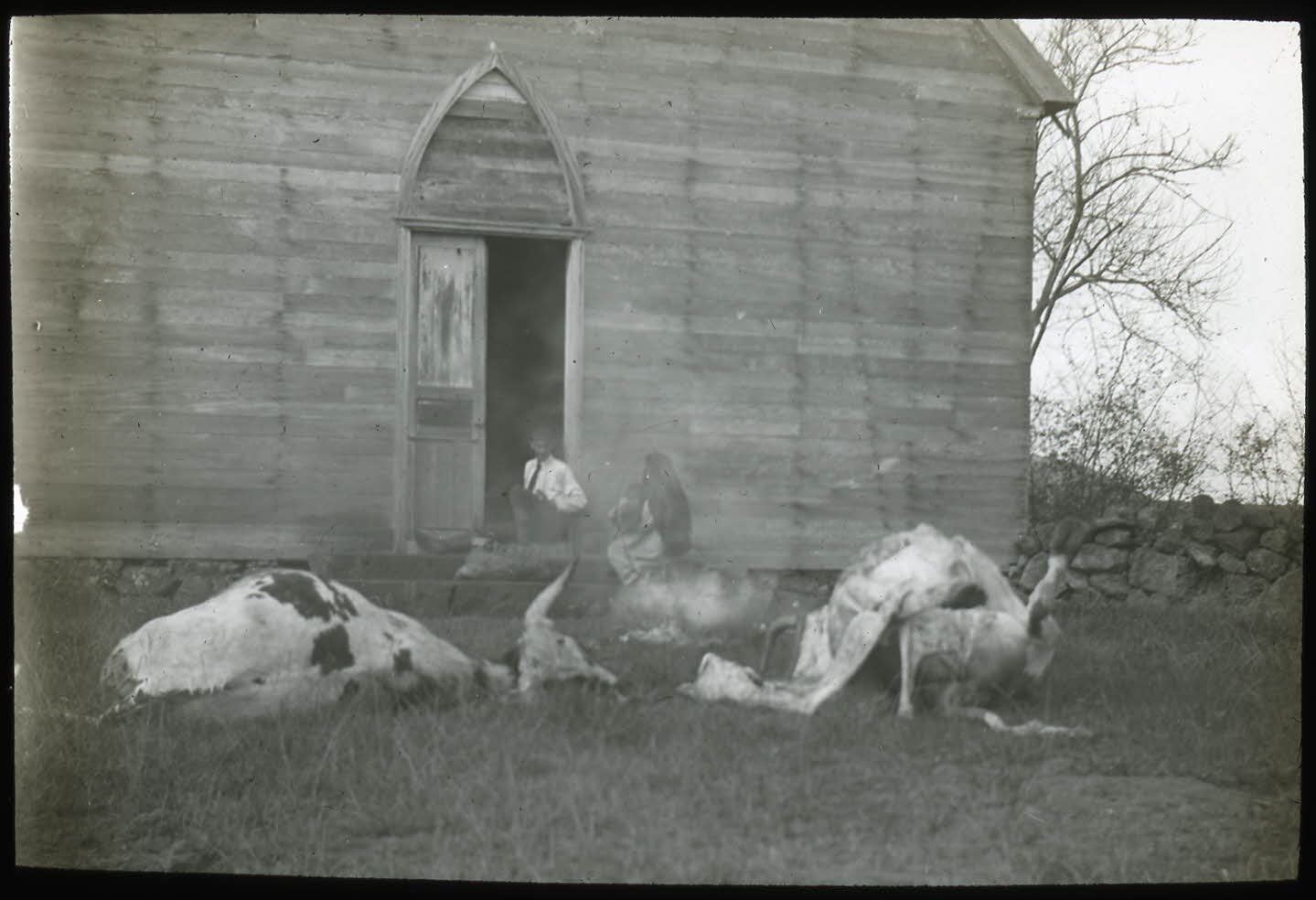
Dos cadàvers de vaques davant d'una casa a Hanga Roa, 1914

La rebel·lió, que tenia la intenció d'establir un regne de Déu basat en els rapanui, va tenir l'efecte negatiu de provocar que el govern xilè exercís una administració més forta. Es va nomenar un funcionari colonial separat (no afiliat a la companyia). L'illa es va obrir a la immigració des del continent, disminuint la influència dels illencs nadius. Malgrat aquests canvis, el moviment d'independència ha continuat a l'illa fins als nostres dies. Les parets que limiten a Rapa Nui a Hanga Roa van ser enderrocades el 1966.

Durante la Expedición de Maná a la Isla de Pascua el 1914, la antropóloga inglesa Katherine Routledge se reunió y habló con Angata en el punto álgido de su rebelión. Routledge intentó disuadir a la "profetisa" como se refería a ella y a su gente, de continuar sus redadas y matar al ganado de la isla Ella describe a Angata durante su entrevista: 
| «                        | Era una dona gran fràgil, de cabell gris i ulls expressius, amb una personalitat clarament atractiva i magnètica. Portava penjat del coll una mena de medalló religiós, una creu vermella, crec, sobre un fons blanc, i la seva filla, que la sostenia, portava una petita foto del Salvador en un marc d'Oxford. Em va agafar de la mà amablement durant l'entrevista, cridant-me "Caterina". ... Mentre parlava de les incursions, el seu rostre es va endurir i els seus ulls es van tornar fanàtics; va dir alguna cosa sobre "Déu" amb el gest cap amunt que era el seu costum de pronunciar el seu nom. Em vaig apressar a alleugerir la tensió dient que "Tots hem d'adorar a Déu", i em vaig alegrar en veure que em permetia participar en la Deïtat. El seu comportament es va suavitzar de nou, i mirant cap al cel va declarar, amb una confiança segura, que en el seu camí era sublim, "Déu mai permetrà que els canacos siguin assassinats o ferits". | » |
| — Routledge 1919, p. 145 | |   |

Angata va morir el desembre de 1914, mesos després de la seva reunió amb Routledge. El seu funeral, el 29 de gener de 1915, va comptar amb la presència de l'antropòloga anglesa. Va ser enterrada al cementiri de l'Església de la Santa Creu (Hanga Roa), al costat d'altres primers missioners catòlics: Eugenio Eyraud, Nicolás Pakarati i Sebastián Englert.